# Rajeev Ram Foundation Indy Challenger 2022
Il Rajeev Ram Foundation Indy Challenger 2022 è stato un torneo maschile di tennis professionistico. È stata la 1ª edizione del torneo, facente parte della categoria Challenger 80 nell'ambito dell'ATP Challenger Tour 2022, con un montepremi di 53 120 $. Si è svolto dal 18 al 24 luglio 2022 sui campi in cemento del Pearson Automotive Tennis Club di Indianapolis, negli Stati Uniti.

## Partecipanti

### Teste di serie
| Nazionalità | Giocatore           | Ranking* | Testa di serie |
| ----------- | ------------------- | -------- | -------------- |
| Germania    | Peter Gojowczyk     | 91       | 1              |
| Paesi Bassi | Tim van Rijthoven   | 103      | 2              |
| Stati Uniti | Stefan Kozlov       | 104      | 3              |
| Stati Uniti | Jeffrey John Wolf   | 111      | 4              |
| Germania    | Dominik Koepfer     | 136      | 5              |
| Regno Unito | Liam Broady         | 140      | 6              |
| Stati Uniti | Mitchell Krueger    | 146      | 7              |
| Stati Uniti | Christopher Eubanks | 163      | 8              |

* Ranking all'11 luglio 2022.

### Altri partecipanti
I seguenti giocatori hanno ricevuto una wild card per il tabellone principale:
- Nishesh Basavareddy
- Michail Pervolarakis
- Alex Rybakov

Il seguente giocatore è entrato in tabellone con il ranking protetto:
- Andrew Harris

Il seguente giocatore è entrato in tabellone come special exempt:
- Ben Shelton
- Wu Yibing

I seguenti giocatori sono entrati in tabellone come alternate:
- Aleksandar Kovacevic
- Li Tu

I seguenti giocatori sono passati dalle qualificazioni:
- Sho Shimabukuro
- Shang Juncheng
- Brandon Holt
- Aidan McHugh
- Evan Zhu
- Hady Habib

Il seguente giocatore è entrato in tabellone come lucky loser:
- Billy Harris

## Campioni

### Singolare
Wu Yibing ha sconfitto in finale  Aleksandar Kovacevic per 6(10)–7, 7–6(13), 6–3.

### Doppio
Hans Hach Verdugo /  Hunter Reese hanno sconfitto in finale  Purav Raja /  Divij Sharan per 7–6(3), 3–6, [10–7].